# Симон Бајлс
Симон Аријан Бајлс Овенс (енгл. Simone Biles; Коламбус, 14. март 1997) америчка је гимнастичарка. Њених 11 олимпијских медаља и 30 медаља на светским првенствима чине је најтрофејнијом гимнастичарком у историји,  и сматра се највећом гимнастичарком свих времена.  Са 11 олимпијских медаља, изједначена је са Вером Чаславском као друга најтрофејнија олимпијска гимнастичарка, а такође је америчка гимнастичарка са највише освојених олимпијских медаља. На Летњим олимпијским играма 2016. у Рио де Жанеиру , Бајлс је освојила појединачне златне медаље у вишебоју, прескоку и партеру, бронзу на греди и злато као део тима Сједињених Држава , названог "Финалних пет“ (Final Five).  На Летњим олимпијским играма 2020. у Токију, где је била фаворит за освајање најмање четири од шест доступних златних медаља, повукла се са већине такмичења због „увртања“, тј. привременог губитка свести у ваздуху током извођења увијајућих елемената. Ипак успела је екипно да освоји сребрну медаљу и бронзану медаљу на греди; тим је добио надимак "Борбена четворка" (Fighting Four) као признање њиховом суочавању са недаћама. На Летњим олимпијским играма 2024. у Паризу, постала је прва Американка која је освојила две олимпијске титуле у вишебоју и прескоку, прва жена, било које нације, којој је то успело од Вере Чаславске 1964. и 1968. године; и сребро на партеру. Такође је освојила злато као део тима Сједињених Држава, који је добио надимак „Златне девојке“ (Golden Girls).
Бајлс је шестострукa светскa шампионка у вишебоју на светским првенствима у уметничкој гимнастици 2013, 2014, 2015, 2018, 2019. и 2023. године, шестострукa светскa шампионка у вежби на партеру (2013–2015, 2018, 2019), четири - пута светски шампион на греди (2014–2015, 2019, 2023), двоструки светски шампион у прескоку (2018–2019) и био је члан тимова Сједињених Држава који су освајали златну медаљу (2014–2015, 2018–2019, 2023). Четири пута је освајала сребрене медаље на светским првенствима (2013–2014. и 2023. на прескоку, 2018. на двовисинскопм разбоју), трострука освајачица бронзаних медаља на светским првенствима  (2015. на прескоку, 2013. и 2018. на греди) и деветострука Државна шампион Сједињених Држава у вишебоју (2013–2016, 2018–2019, 2021, 2023–2024).
Током 2019, Бајлс је оборила рекорде за укупан број медаља на Светском првенству у гимнастици; освојила је 24. и 25. медаљу на такмичењу, надмашивши 23 светске медаље Виталија Шерба. Бајлс је од тада обезбедила додатних пет светских медаља, укупно 30. Држи и рекорд по највећем броју титула у вишебоју (6) и шеста је жена која је освојила титулу у вишебоју и на Светском првенству и на Олимпијаи, прва од Лилије Подкопајеве 1996. која је истовремено освојила обе титуле. Бајлс је десета гимнастичарка и прва америчка гимнастичарка која је освојила светску медаљу на свакој дисциплини, и прва гимнастичарка од Данијеле Силиваш 1988. која је освојила медаљу у свакој дисциплини на појединим Олимпијским играма или светским првенствима.
Председник Џо Бајден јој је 2022. доделио Председничку медаљу слободе. Године 2023. освојила је своју осму титулу у гимнастици САД, оборивши 90-годишњи рекорд у америчкој гимнастици који је претходно држао Алфред Јохим.  Три пута је проглашена за најбољу спортисткињу света од стране Лауреус академије (2017, 2019, 2020),  и једном (2024.) за повратак године.
Поред америчког држављанства, Симон такође има држављанство Белизеа, одакле је њена мајка. Има сестру Адрију, која такође тренира гимнастику. Каријеру је започела са 6 година. У сениорској конкуренцији је дебитовала 2013. године.